# Trhypochthonius longipes
Trhypochthonius longipes är en kvalsterart som beskrevs av Warburton 1912. Trhypochthonius longipes ingår i släktet Trhypochthonius och familjen Trhypochthoniidae. Inga underarter finns listade i Catalogue of Life.